# Велики сатир
Велики сатир (лат. Satyrus ferula) врста је лептира из породице шаренаца (лат. Nymphalidae). Спада у категорију угрожених и заштићених врста дневних лептира. У Црвеној је књизи Србије и заштићена је Законом о заштити природе

## Опис врсте
Лако се препознаје по величини, изгледу доње стране крила и белим тачкама. Женке су доста светлије од мужјака.

## Распрострањење и станиште
У брдским и планинским пределима се налази увек на каменитим, сувим и топлим теренима са спорадичним жбуњем. Насељава локално јужну Европу.

## Биљке хранитељке
Вијук (Festuca ovina).